# Copadichromis trewavasae
Copadichromis trewavasae là một loài cá thuộc họ Cichlidae. This loài của Copadichromis is được đặt tên theo noted ichthyologist Ethelwynn Trewavas.
Nó được tìm thấy ở Malawi, Mozambique, và Tanzania. Môi trường sống tự nhiên của chúng là hồ nước ngọt.